# Unidad periférica de Calcídica
La unidad periférica de Calcídica o de Halkidiki (en griego: Περιφερειακή ενότητα Χαλκιδική; pronunciación clásica: Khalkidiké; pronunciación moderna: Jalkidikí) es una de las 7 unidades periféricas en que se divide la periferia Griega de Macedonia Central. Limita, en el norte, con la unidad periférica de Tesalónica y, en el sureste, con el estado monástico del Monte Athos, un territorio autónomo. Su capital es la ciudad de Polígiros.
Hasta el 1 de enero de 2011 fue una de las 51 prefecturas en que se dividía el país.

## Geografía

Mapa de la Calcídica.

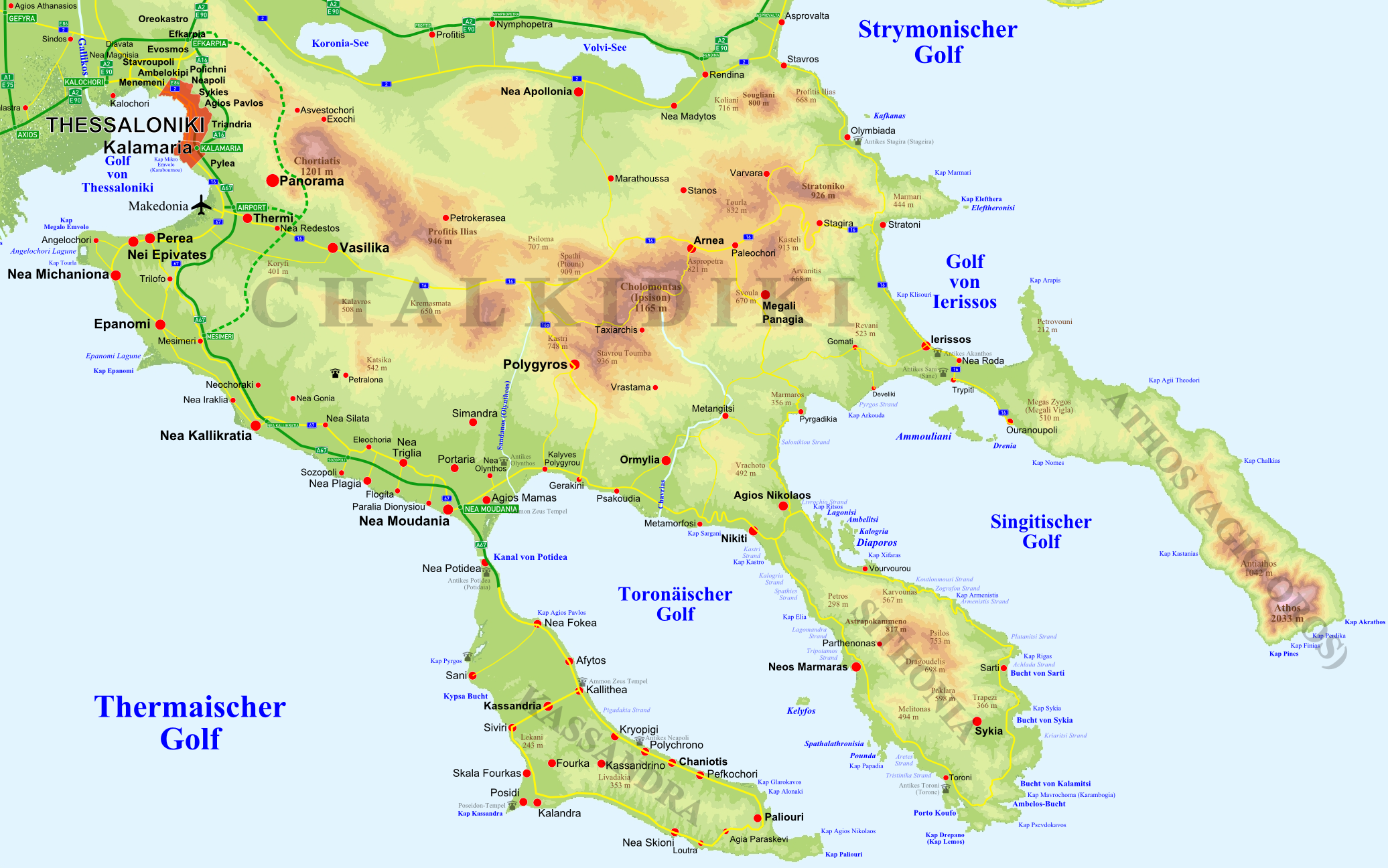
Mapa físico de la península Calcídica (rótulos en alemán)

La unidad periférica comprende toda la parte meridional de la homónima península Calcídica, salvo la subpenínsula del Monte Athos, que depende del estado monástico. La península de Calcídica, situada al sur de las regiones históricas de Macedonia y Tracia, es boscosa y escarpada y se proyecta hacia el suroeste en el mar Egeo; está delimitada por varios golfos y mares: el golfo de Salónica o Termaico, al suroeste; el mar Egeo propiamente dicho, al sur; y los golfos, ya en el mar de Tracia, Estrimónico y de Ierisos,  al noreste. La parte meridional se prolonga en tres estrechas penínsulas paralelas, con apariencia de dedos, que son, de oeste a este, las de Cassandra o Palene, Sitonia y Acté (la antigua Aktè, donde está el monte Athos, y que no, como ya se ha mencionado, es parte de la unidad periférica). Estas subpenínsulas están separadas, respectivamente, por los golfos Toronáico y Singitico.
En el norte, la península está delimitada por una depresión alargada que une los golfos de Tesalónica —en el que desaguaban, de izquierda a derecha, los ríos Haliacmón, Axio y Equidoro— y Estrimónico y en la que se sitúan los lagos Koronia y Bolbe o Volvi.
En la península de Palene, el cabo Canastreo (cabo Paliouri) es el promontorio que ocupaba la extremidad sudoriental. En Palene había otro cabo importante, el Posideo, a unos 35 km al oeste del Canastreo. En la extremidad sudoriental de la península de Sitonia estaba el cabo Ámpelo.
Abundaban en la península de Palene la madera y los metales. Palene fue llamada en otra época Flegra. Según la mitología la habitaban los Gigantes.
El monte Atos, que alcanza los 2033 m de altura, se halla situado en la extremidad sudoriental (el cabo Ninfeo) de la península de Acté, y desde la Calcídica esta península penetra en el Egeo unos 45 km, tiene unos 5 km de ancho y el istmo algo más de 2100 m. Acte (Actē: el promontorio) es la actual Agio Oros (Santa Montaña), promontorio montañoso y cubierto de bosques.

## Historia
En la Antigüedad, la región de la Calcídica fue parte de Tracia hasta que fue conquistada por el reino de Macedonia. Los primeros griegos que se asentaron en la región en el siglo siglo VIII a. C. procedían de Calcis, una ciudad de la isla de Eubea, y por eso esta región se llama Calcídica, y sus habitantes calcideos.
La Calcídica limitaba al este con Botiea, al noreste con Migdonia y Macedonia, al norte con Crestonia y al noreste con Bisaltia.
Por el Tratado de Paz de Bucarest de 10 de agosto de 1913, que puso fin a la segunda guerra de los Balcanes, la región histórica de la Calcídica, entonces dependiente del Imperio otomano, fue incorporada al reino de Grecia. Su territorio se dividió entre la prefectura de Calcídica (nome) y el estado monástico del Monte Athos. La prefectura de Calcídica se dividió a su vez en dos provincias (eparquías), la de Calcídica y la de Arnaia.
Con la reforma del plan Calícrates, que entró en vigor el 1 de enero de 2011, la prefectura de Calcídica se convirtió en una unidad periférica  dentro de la periferia de Macedonia Central.

## Municipios
Desde el 1 de enero de 2011, la Calcídica es una unidad periférica de la periferia de Macedonia central, compuesta por cinco municipios (dèmes).

Mapa de los municipios de la Calcídica después de la reforma Calícrates (2010)

| Nuevo municipio                            | Capital         | Distrito municipal                   | Código de municipalidad | Sede (si es diferente)                     | Código postal | Prefijo tél. |
| ------------------------------------------ | --------------- | ------------------------------------ | ----------------------- | ------------------------------------------ | ------------- | ------------ |
| 1. Polygyros (Δήμος Πολυγύρου)             | Polygyros       | Polygyros (Πολυγύρου)                | 5210                    | -                                          | 631 00        | 23710-2      |
| 1. Polygyros (Δήμος Πολυγύρου)             | Polygyros       | Anthemountas (Ανθεμούντα)            | 5201                    | Galatista (Γαλάτιστα)                      | 630 73        | 23710-32     |
| 1. Polygyros (Δήμος Πολυγύρου)             | Polygyros       | Zervochoria (Ζερβοχωρία)             | 5203                    | Paléohora (Παλαιοχώρα Χαλκιδικής)          | 630 73        | 23710-6      |
| 1. Polygyros (Δήμος Πολυγύρου)             | Polygyros       | Ormylia (Ορμύλια)                    | 5207                    | -                                          | 630 71        | 23710-41     |
| 2. Aristotelis (Δήμος Αριστοτέλη)          | Ierissos        | Arnaia (Αρναία)                      | 5202                    | -                                          | 630 47        | 23720-2      |
| 2. Aristotelis (Δήμος Αριστοτέλη)          | Ierissos        | Panagia (Παναγίας}})                 | 5209                    | Megali Panagia (Μεγάλη Παναγία Χαλκιδικής) | 620 76        | 23730-3      |
| 2. Aristotelis (Δήμος Αριστοτέλη)          | Ierissos        | Stagira-Akanthos (Σταγείρων-Ακάνθου) | 5212                    | Ierissos                                   | 630 72        | 23770-2      |
| 3. Nea Propontida (Δήμος Νέας Προποντίδας) | Nea Moudania    | Kallikratia (Καλλικράτεια)           | 5204                    | Nea Kallikratia (Νέα Καλλικράτεια)         | 630 80        | 23990-2      |
| 3. Nea Propontida (Δήμος Νέας Προποντίδας) | Nea Moudania    | Moudania (Μουδανιών)                 | 5206                    | Nea Moudania                               | 632 00        | 23730-2      |
| 3. Nea Propontida (Δήμος Νέας Προποντίδας) | Nea Moudania    | Triglia (Τρίγλια)                    | 5214                    | Nea Triglia (Νέα Τρίγλια Χαλκιδικής)       | 630 79        | 23750-5      |
| 4. Kassandra (Δήμος Κασσάνδρας)            | Kassándria      | Kassandra (Κασσάνδρα)                | 5205                    | Kassándria                                 | 630 77        | 23990-2      |
| 4. Kassandra (Δήμος Κασσάνδρας)            | Kassándria      | Pallini (Chalcidique) (Παλλήνης)     | 5208                    | Chaniotis                                  | 630 85        | 23740-5      |
| 5. Sitonia (Δήμος Σιθωνίας)                | Nikiti (Νικήτη) | Sitonia (Σιθωνία)                    | 5211                    | Nikiti                                     | 630 88        | 23750-2      |
| 5. Sitonia (Δήμος Σιθωνίας)                | Nikiti (Νικήτη) | Toroni (Τορώνη)                      | 5213                    | Sykia (Συκιά Χαλκιδικής)                   | 630 72        | 23750-41     |

## Hermanamientos
- Laval, Francia

## Calcedianos célebres
- Aquilina de Zanglivéri († 1764), Aquilina de Zanglivéri(on) o Aquilina, martirizada por los turcos; santa cristiana festejada el 27 de septiembre.[3]
- Aristóteles, filósofo.